# Lista siturilor arheologice din județul Prahova - L
Lista siturilor arheologice din județul Prahova - L conține toate siturile arheologice din județul Prahova înscrise în Repertoriul Arheologic Național (RAN) și aflate în localități al căror nume începe cu litera L. RAN este administrat de Ministerul Culturii și Patrimoniului Național și cuprinde date științifice, cartografice, topografice, imagini și planuri, precum și orice alte informații privitoare la zonele cu potențial arheologic, studiate sau nu, încă existente sau dispărute.
Puteți căuta un sit din localitățile care încep cu litera L folosind formularul de mai jos sau puteți naviga prin toate siturile din județ la Lista siturilor arheologice din județul Prahova.
| Cod RAN                                   | Denumire | Localitate                              | Adresă                                                 | Datare          | Descoperit | Coordonate                                    | Imagine           | Erori            |
| ----------------------------------------- | --- | --------------------------------------- | ------------------------------------------------------ | --------------- | ---------- | --------------------------------------------- | ----------------- | ---------------- |
| 133928.01.01 (Cod LMI: PH-I-s-B-16189)    | Situl arheologic de la Lapoș - Poiana Romanului / ansamblu anonim (Categorie: locuire civilă) (Tip: Așezare)                 | sat Lapoș, comuna Lapoș                 | Poiana Romanului                                       | aurignacian     | 1958       | 45°08′08″N 26°25′50″E / 45.13556°N 26.43056°E | Încărcați imagine | Raportați eroare |
| 133928.01.02 (Cod LMI: PH-I-s-B-16189)    | Situl arheologic de la Lapoș - Poiana Romanului / ansamblu anonim (Categorie: locuire civilă) (Tip: Așezare)                 | sat Lapoș, comuna Lapoș                 | Poiana Romanului                                       | tardenoisian    | 1958       | 45°08′08″N 26°25′50″E / 45.13556°N 26.43056°E | Încărcați imagine | Raportați eroare |
| 133928.01.03 (Cod LMI: PH-I-s-B-16189)    | Situl arheologic de la Lapoș - Poiana Romanului / ansamblu anonim (Categorie: locuire civilă) (Tip: așezare)                 | sat Lapoș, comuna Lapoș                 | Poiana Romanului                                       | Starčevo - Criș | 1958       | 45°08′08″N 26°25′50″E / 45.13556°N 26.43056°E | Încărcați imagine | Raportați eroare |
| 132262.01.01 (Cod LMI: PH-I-m-B-16188.02) | Situl arheoloic de la Lacu Turcului-curtea lui Constantin Pascu / ansamblu anonim (Categorie: locuire civilă) (Tip: Așezare) | sat Lacu Turcului, comuna Balta Doamnei | Str. Principală, 36, punct curtea lui Constantin Pascu |                 |            | 44°45′41″N 26°12′47″E / 44.76139°N 26.21305°E | Încărcați imagine | Raportați eroare |
| 132262.01.02 (Cod LMI: PH-I-m-B-16188.01) | Situl arheoloic de la Lacu Turcului-curtea lui Constantin Pascu / ansamblu anonim (Categorie: locuire civilă) (Tip: Așezare) | sat Lacu Turcului, comuna Balta Doamnei | Str. Principală, 36, punct curtea lui Constantin Pascu | sec. V - VII    |            | 44°45′41″N 26°12′47″E / 44.76139°N 26.21305°E | Încărcați imagine | Raportați eroare |
| 133928.02.01                              | Biserica de la Lapoș - Poiana Doamnei / ansamblu anonim (Categorie: construcție cult) (Tip: biserică)                        | sat Lapoș, comuna Lapoș                 | Poiana Doamnei                                         | 1590            | 1930       | 45°08′45″N 26°25′07″E / 45.14583°N 26.41861°E | Încărcați imagine | Raportați eroare |